# Pedro Cartes Prádenas
Pedro Carte Prádenas; (Los Ángeles, 1840 - Santiago, 1914). Comerciante y político radical chileno. Hijo de Romilio Carte y María Teresa Prádenas.
Educado en una escuela de Los Ángeles y en la Escuela Militar de Chile, especializándose en el Cuerpo de Policía, llegando a ser Jefe de Escuadrón de Carabineros de La Frontera y Comandante de la Plaza de la región de la Araucanía.
Miembro del Partido Radical. Colaboró con la fundación de Temuco el 16 de abril de 1888, formando parte del primer Cabildo de la ciudad como Regidor, con José del Rosario Muñoz como alcalde.
Elegido alcalde de la Municipalidad de Temuco (1891), su mandato se vio interrumpido por la Guerra Civil de 1891.